# Batalla de Cremona (200 aC)
La batalla de Cremona es va lliurar el 200 aC entre la República Romana i la Gàl·lia Cisalpina.
Durant el final de la Segona Guerra Macedònica, les tribus de la Gàl·lia Cisalpina es van revoltar contra la República, saquejant la ciutat de Piacenza. L'home que regia la zona, Luci Furi Purpuri, seguint les ordres del Senat romà, va dissoldre tots els homes, però en 5000 el seu exèrcit i va prendre les defenses en Ariminum.
A l'arribada de l'exèrcit consular de Gai Aureli Cotta II, els 5.000 soldats van ser traslladats a Etrúria. L'endemà, l'exèrcit gal de 40.000 homes dirigits per Amílcar va ordenar l'atac. Els gals van intentar desbordar el flanc dret de l'exèrcit romà amb aprofitant-se de la velocitat i del nombre. Havent fracassat en aquesta tasca van intentar flanquejar les dues ales romanes Luci Furi havia allargat seus flancs i va demanar el suport dels legionaris.
Al contraatacar els romans van aconseguir suprimir els flancs dels gals i trencar el centre, fent que els gals es retiressin i capturant a més de 35.000 soldats incloent-hi Amílcar.